# Luigi Silipo
Luigi Silipo (Catanzaro, 16 luglio 1900 – 31 marzo 1978) è stato un politico italiano.

## Biografia
Laureato in lettere e filosofia all'Università di Napoli, è insegnante. Esponente del PCI in Calabria, fu deputato all'Assemblea Costituente e poi sedette alla Camera anche nella I Legislatura dal 1948. Fece parte del gruppo comunista alla Camera sino al febbraio 1953, quando decise di aderire al Gruppo misto. Dopo una conversione anche religiosa, venne candidato da indipendente nelle liste della Democrazia Cristiana alle successive elezioni del 1953, alle quali non venne eletto.
In seguito entrò nel comitato di "Pace e libertà", organizzazione anticomunista considerata una milizia degli industriali guidata da Edgardo Sogno e da Luigi Cavallo finanziata dalla CIA.
Sposato con Amalia Maria Bianco, ebbe due figli, Pasquale (futuro medico) e Giuseppe (futuro magistrato). Colpito da leucemia, muore nel marzo del 1978 all'età di 77 anni.